# Kelly Chen
Kelly Chen (cinese tradizionale: 陳慧琳; cinese semplificato: 陈慧琳; pinyin: Chén Hùilín; 13 settembre 1972) è una cantante e attrice cinese.
È considerata una "diva dell'Asia". Ha ottenuto un grande successo nel mondo dello spettacolo asiatico con circa 20 milioni di album venduti con 38 album prodotti.
Ha vinto più di 300 premi ed è coinvolta in molte attività filantropiche. È una mezzosoprano.

## Vita privata
Kelly Chen ha sposato il fidanzato Alex Lau Kin il 2 ottobre 2008 all'Hong Kong International Hotel. Nel luglio 2009 ha avuto il primo figlio, Chace Lau, e nel marzo 2012 un secondo, Riley Lau entrambi partoriti con taglio cesareo. Nel 2010 ha avuto una gravidanza di due bambine gemelle, ma le ha perse dopo un aborto spontaneo.

## Tournée
- Starry Dream of Love World Tour (1997–1998)
- Deep Impact Taiwan Tour (1998–1999)
- Paisley Galaxy World Tour (2000–2001)
- Dynacarnival World Tour (2002–2003)
- Lost in paradise world tour (2004–2006)
- LOVE Fighters Concert (2008)

## Discografia

### Studio Albums

#### Hong Kong Cantonese
- Intoxicated Lover 醉迷情人 (Dec. 1995)
- Wind, Flower, Snow 風花雪 (Oct. 1996)
- Starry Dreams of Love 星夢情真 (June 1997)
- A Movie 一齣戲 (Dec. 1997)
- Da De Dum (I Am Falling Out of Love) Da De Dum（我失戀）(July 1998)
- True Feeling 真感覺 (Feb. 1999)
- Don't Stop Loving Me 繼續愛我 (Aug. 1999)
- Paisley Galaxy 花花宇宙 (May 2000)
- The Big Day 大日子 (Nov. 2000)
- In The Party (July 2001)
- ASK (19 December 2001)
- ASK KELLY (1 February 2002)
- Dynacarnival 飛天舞會 (12 July 2002)
- Baby Cat (13 December 2002)
- Love 愛 (22 August 2003)
- Stylish Index (23 July 2004)
- GRACE AND CHARM (22 December 2004)
- Happy Girl (25 August 2006)
- Kellylicious (16 May 2008)
- Reflection (7 February 2013)
- And Then (15 January 2016)

#### Taiwanese Mandarin
- I Don't Think So 我不以為 (May 1996)
- Insight 體會 (Aug. 1997)
- You're Not The Same 你不一樣 (Mar. 1998)
- Love Me Or Not 愛我不愛 (Dec 1998)
- Love You So Much 愛你愛的 (Apr 2000)
- Flying 飛吧 (Aug. 2001)
- Love Appeared 愛情來了 (10 May 2002)
- You Don't Mean It 心口不一 (1 August 2003)
- Eternal Sunshine 我是陽光的 (16 September 2005)
- Chasing Dreams 微光 (16 March 2010)

#### Japanese
- GRACE (29 January 2002)

### Singles
- The beginning is a cunning morning

### Extended Play
- Kelly Game – Little Kelly 陳慧琳唱遊小時候 (26 March 2002)

### Remix Albums

#### Hong Kong Cantonese
- Kelly Chen BPM Dance Collection (Mar. 2001)

#### Taiwanese Mandarin
- Kelly Chen BPM Dance Collection Volume 4 (Dec. 2001)

### Greatest Hits Albums

#### Hong Kong Cantonese
- True Love Special Edition 真情細說 (1996)
- Who Wants To Let Go 17 Greatest Hits 誰願放手精選十七首 (Dec. 1996)
- Lover's Concerto (Apr. 1998)
- Kelly Chen Collection 95-00 (June 2000)
- Colors of Love  – New + Best Collection 戀愛情色 (Dec. 1999)
- BELOVED 陳慧琳最愛的主題曲 (Sept. 2002)
- Red 陳慧琳 Red (19 December 2003)
- Especial Kelly (21 December 2006)

#### Taiwanese Mandarin
- Kelly's Greatest Hits 最愛陳慧琳精選輯 (May 1999)
- Shining & Colorful 閃亮每一天 (Nov. 2002)

#### Japanese
- Kelly's Best Collection 1997 (1997)
- Best of Kelly Chen (1998)

### Compilation
- Open Up The Sky 打開天空 (Sept. 1995)

### Video Albums

#### Hong Kong Cantonese
- Who Wants To Let Go 17 Greatest Hits 誰願放手精選十七首 (Dec. 1996)  (VCD/LD)
- Faye and Kelly Party 菲琳派對 (Feb. 1997) (VCD/LD/DVD)
- I Care About You So MuchMusic Videos Karaoke 對你太在乎卡拉OK(May.1999)(VCD)
- UnprecedentednessMusic Videos Karaoke  前所未見精選卡拉OK (Dec. 2004)(VCD/DVD)

#### Taiwanese Mandarin
- Insight 體會 (Aug. 1997) (VHS)
- Defenseless Heart 心不設防 (1998) (VCD)
- The Best Of Kelly Chen Music Video Vol.1  慧聲慧影精選集1(1999) (DVD)
- Love You So Much 愛你愛的 (Mar. 2000) (VCD)
- Flying 飛吧 (Jan. 2002) (VCD)
- Love Appeared 愛情來了 (Mar. 2003)(VCD)

### Live Albums
- Starry Dreams of Love Live in Concert 星夢情真演唱會 (Aug. 1997)
- Kelly Chen Music is Live in Concert 拉闊音樂演唱會 (Mar. 1998)
- Kelly Chen Paisley Galaxy Live in Concert 花花宇宙演唱會 (Sept. 2000)
- Go East 5th Anniversary in Concert 正東五週年接力演唱會 (Oct. 2000)
- Music Is Live Concert 拉闊音樂演唱會 (Nov. 2001)
- Kelly Dynacarnival 2002 Concert 陳慧琳飛天舞會演唱會 (Oct. 2002)
- Lost in Paradise 2005 Concert Live 陳慧琳紙醉金迷2005演唱會 (9 December 2005)
- Kelly x Jorden Music is Live Concert 陳慧琳 x 陳小春 拉闊演奏廳 (23 October 2006)
- Kelly Chen Love Fighters Concert 2008 陳慧琳Love Fighters演唱會2008 (13–18 June 2008)

### Soundtracks
- Whatever Will Be, Will Be 仙樂飄飄 (Aug. 1995)
- Mulan 花木蘭 (1998)
- Humdrum Puppy Love 初戀o拿o查麵原聲大碟 (Nov. 2000)
- Lavender Original Movie soundtrack 薰衣草電影原聲大碟 (Dec. 2001)

## Filmografia
Il debutto da attrice di Kelly Chen è stato nel 1995, nel film “Xian le piao piao”, e da allora ella è apparsa con ruoli più o meno di rilievo in un discreto numero di film, comparendo anche in diversi cameo.
- Xian le piao piao, regia di Jacob Cheung (1995)
- Ma ma fan fan, regia di Peter Chan (1996)
- Tin ngai hoi gok, regia di Chi-Ngai Lee (1996)
- On na ma dak lin na, regia di Chung-Man Yee (1998)
- Waan ying dak gung, regia di Jingle Ma (1998)
- Ban zhi yan, regia di Kam-Hung Yip (1999)
- Tokyo Raiders - Nell'occhio dell'intrigo (Dong jing gong lüe), regia di Jingle Ma (2000)
- Siu chan chan, regia di Chung-Man Yee (2000)
- Fan yi cho, regia di Kam-Hung Yip (2000)
- Choh luen kwong cha min, regia di Thomas Chow (2001)
- Calmi cuori appassionati (Reisei to jônetsu no aida), regia di Isamu Nakae (2001)
- Tokyo Zance, regia collettiva (2001)
- Infernal Affairs (Mou gaan dou), regia di Andrew Lau e Alan Mak (2002)
- Ngoi zoi joeng gwong haa, regia di Andy Lau - cortometraggio (2003)
- Infernal Affairs III (Mou gaan dou III: Jung gik mou gaan), regia di Andrew Lau e Alan Mak (2003)
- Breaking News (Dai si gin), regia di Johnnie To (2004)
- Wo yao zuo model, regia di Vincent Kok (2004)
- Chun tian hua hua tong xue hui, regia di Samson Chiu (2006)
- Sum seung si sing, regia di Ronald Cheng (2007)
- L'imperatrice e i guerrieri (Jiang shan mei ren), regia di Siu-Tung Ching (2008)
- 72 ga cho hak, regia di Shu-Kai Chung, Patrick Kong e Eric Tsang (2010)
- Baat seng bou hei, regia di Hing-Ka Chan (2012)
- Mai lei yeh, regia di Fruit Chan, Chi-Ngai Lee e Simon Yam (2013) - (episodio "A Word in the Palm")
- Xi you ji: Da nao tian gong, regia di Pou-Soi Cheang (2014)
- Dou maa gei, regia di Chi-Ngai Lee (2014)
- Fau wa yin, regia di Raymond Pak-Ming Wong e Herman Yau (2015)
- Xi you ji zhi: Sun Wukong san da Baigu Jing, regia di Pou-Soi Cheang (2016)
- Engaged, regia di Dave Scala - cortometraggio (2019)
- The Monkey King: The Legend Begins, regia di Pou-Soi Cheang (2022)